# سيميبريفير
سيميبريفير يباع تحت الاسم التجاري أوليسيو وهو دواء يستخدم في توليفة (اتحاد) مع أدوية أخرى لعلاج التهاب الكبد سي. يستخدم على وجه الخصوص لعلاج التهاب الكبد C من الطراز الجيني 1 و 4. تشمل الأدوية التي تستعمل السينيبريفير معها السوفوسبوفير أو الريبافيرين والبيغينترفيرون-ألفا. تقدر معدلات الشفاء فيما بين الثمانينات والتسعينات بالمئة. وقد يستخدم أيضا مع أولئك المصابين بفيروس نقص المناعة المكتسبة/إيدز. يؤخذ عن طريق الفم يوميا لمدة 12 أسبوعا على نحو نموذجي.